# Hypsiboas pugnax
Hypsiboas pugnax är en groddjursart som först beskrevs av Schmidt 1857.  Hypsiboas pugnax ingår i släktet Hypsiboas och familjen lövgrodor. IUCN kategoriserar arten globalt som livskraftig. Inga underarter finns listade i Catalogue of Life.